# Roasso Kumamoto
Roasso Kumamoto (Japans: ロアッソ熊本, Roasso Kumamoto) is een Japanse voetbalclub uit Kumamoto. De club werd opgericht in 1969. De thuiswedstrijden worden in het KKWing Stadium gespeeld, dat plaats biedt aan 32.000 toeschouwers. De clubkleuren zijn rood-wit. De club speelt sinds 2008 in de J-League 2.

## Erelijst
Nationaal
- J-League 2
  - Runner up: (1) 2007